# Obory (Konin)
Pour les articles homonymes, voir Obory.
Obory est une localité polonaise de la gmina rurale de Wierzbinek, située dans le powiat de Konin en voïvodie de Grande-Pologne. Elle se situe à environ 30 kilomètres au nord-est de la ville de Konin et 109 kilomètres à l'est de Poznań, la capitale régionale. 

## Géographie

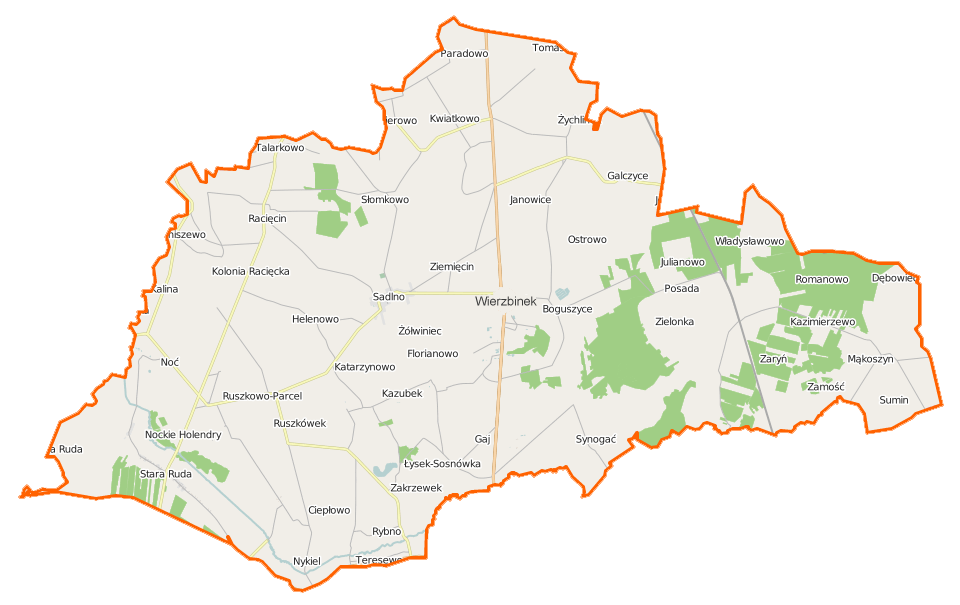
Carte de la gmina de Wierzbinek.